# Diócesis de Schwerin
La diócesis de Schwerin (en latín: Dioecesis Zwerinensis y en alemán: Bistum Schwerin) fue una circunscripción eclesiástica de la Iglesia católica en Alemania. Fue suprimida de hecho el 16 de septiembre de 1532 al introducirse la Reforma protestante. Se trataba de una diócesis latina, sufragánea de la arquidiócesis de Bremen. Además de su función episcopal, los obispos de Schwerin tenían poder temporal, ya que Schwerin era un principado eclesiástico dentro del Sacro Imperio Romano Germánico, el principado episcopal de Schwerin.

## Territorio y organización

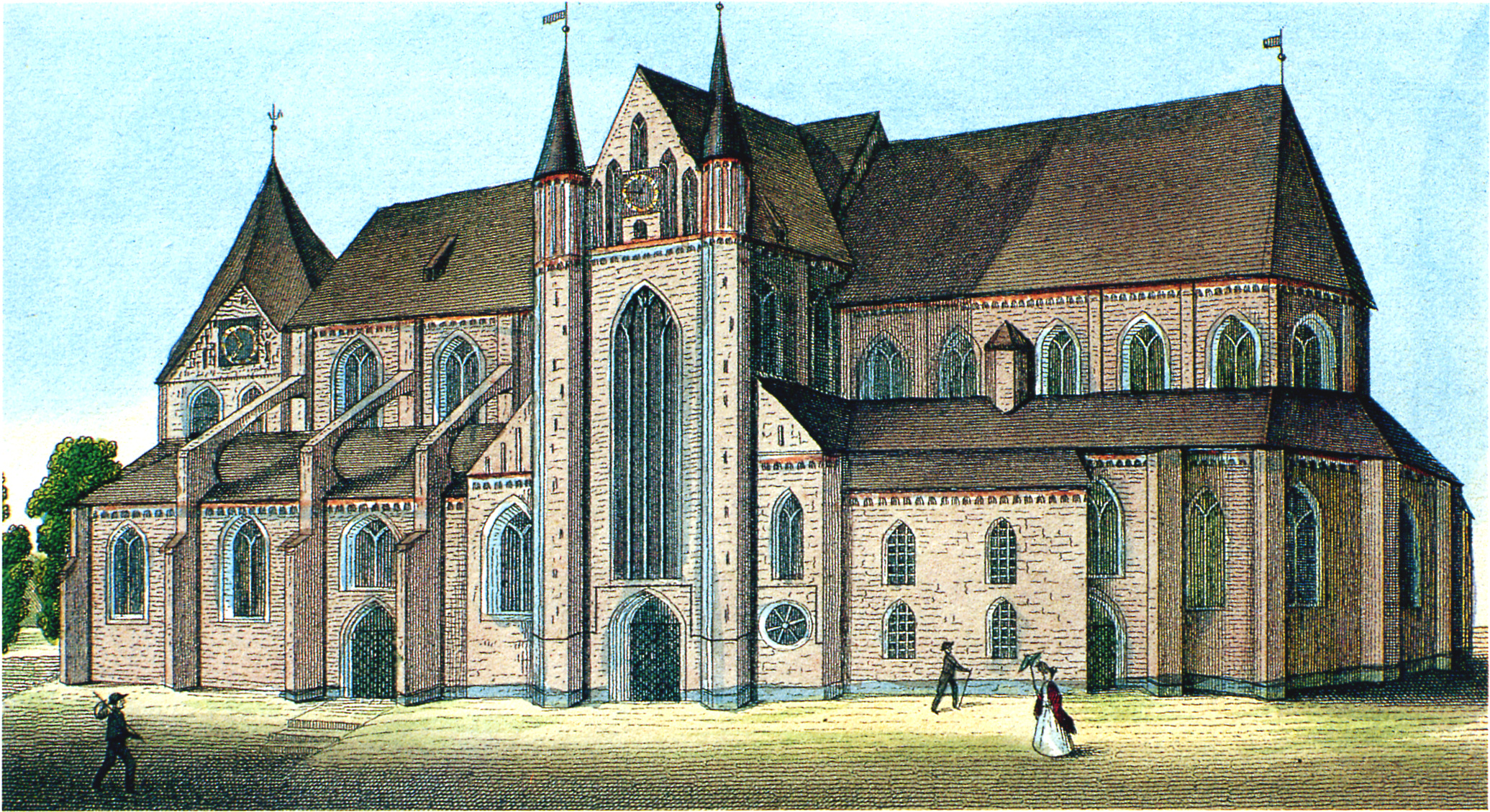
Catedral de Schwerin antes de la construcción de la torre neogótica

La diócesis extendía su jurisdicción sobre los fieles católicos de rito latino residentes en parte del actual estado de Mecklemburgo-Pomerania Occidental. Limitaba al norte con el mar Báltico, al este con la diócesis de Cammin, al sur con la diócesis de Havelberg y al oeste con la diócesis de Ratzeburgo. Desde el 24 de octubre de 1994 su territorio pertenece a la arquidiócesis de Hamburgo.

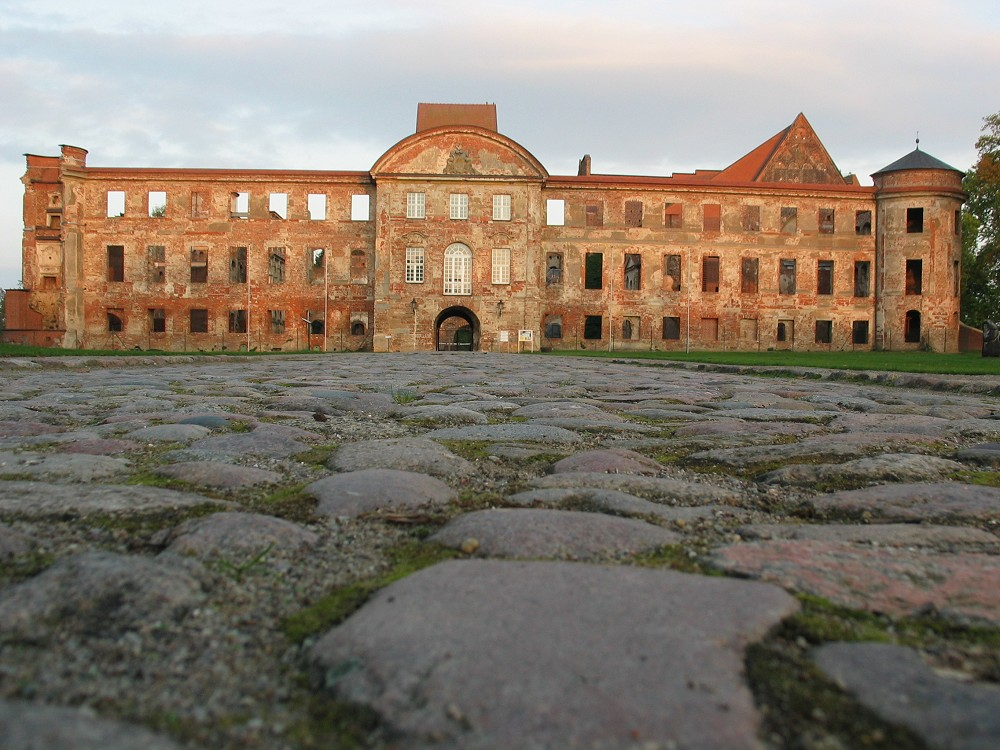
Restos del monasterio cisterciense de Dargun, fundado en 1172, transformado en residencia civil cuando el monasterio fue suprimido en el, destruido durante la Segunda Guerra Mundial

La sede de la diócesis se encontraba en la ciudad de Schwerin, en donde se halla la Catedral de Santa María y San Juan Evangelista, que pertenece al luteranismo desde 1524, siendo actualmente de la Iglesia evangélica luterana en el Norte de Alemania (filial de la Iglesia evangélica en Alemania).

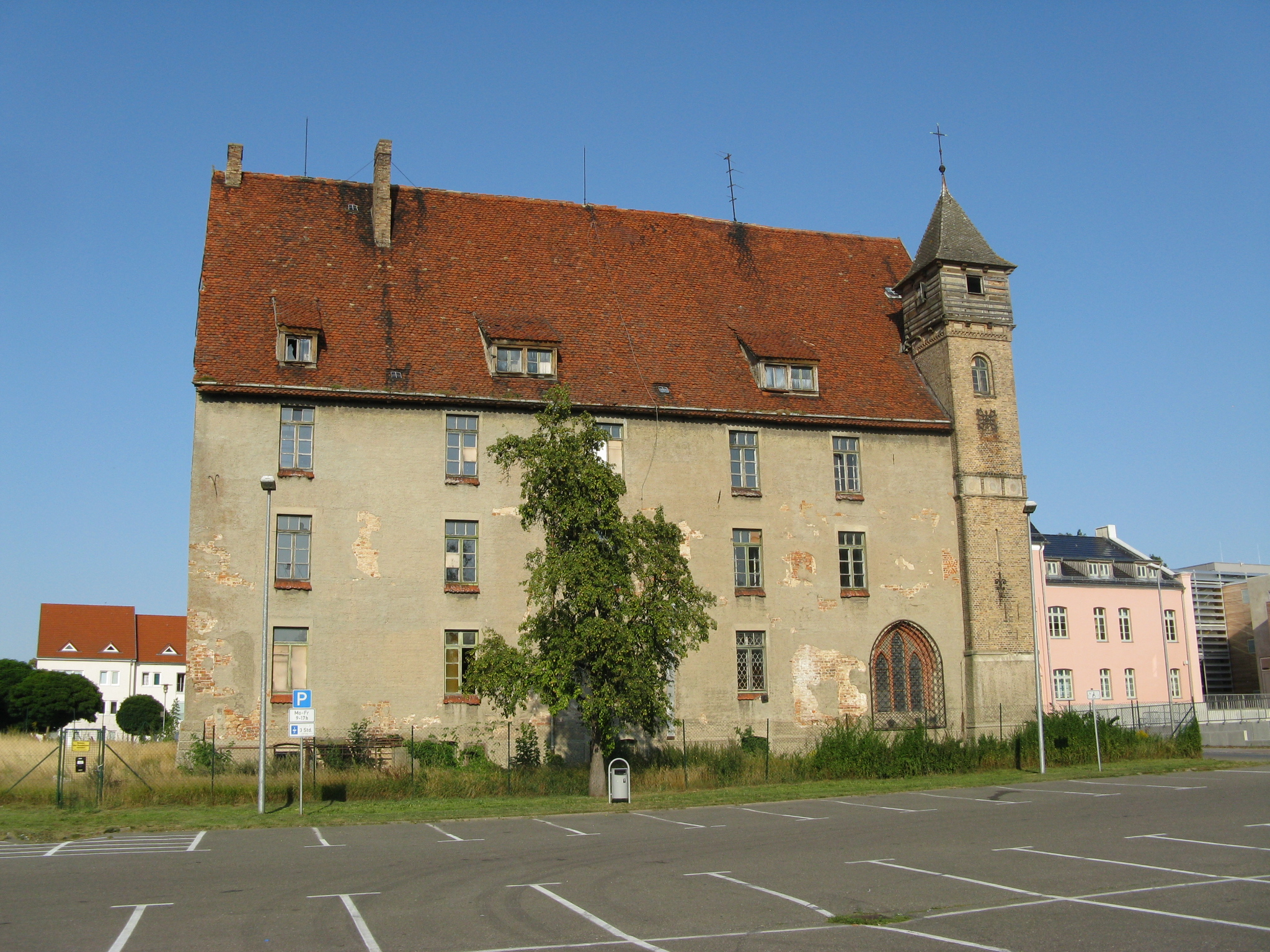
Castillo de Bützow, residencia principal de los príncipes-obispos de Schwerin desde 1239

## Historia
La diócesis de Mecklemburgo fue una de las diócesis fundadas por Adalberto de Bremen circa 1050 , tomando su territorio de la diócesis de Oldenburg. Sin embargo, pronto la región fue ocupada por los wendos que bloquearon su evangelización.
En el año 1160 el obispo Berno trasladó la sede de Mecklemburgo a Schwerin. Este traslado fue aprobado por la Santa Sede el 30 de septiembre de 1189 y nuevamente por el papa Celestino III el 25 de octubre de 1191 mediante la bula Apostolici moderaminis.
Desde su fundación, la diócesis fue sufragánea de la arquidiócesis de Bremen, hecho confirmado el 25 de septiembre de 1188 mediante el breve Ex iniuncto nobis del papa Clemente III.
Sólo a partir del siglo XIII los territorios sobre los cuales los obispos ejercían jurisdicción civil obtuvieron inmediatez imperial, transformándose así en un principado eclesiástico.
Los monasterios más antiguos de la diócesis fueron los monasterios cistercienses de Doberan, fundado en 1171, y de Dargun, fundado en 1172.

### Reforma protestante
Luego de la muerte el 27 de mayo de 1516 del último obispo católico, Petrus Wolkow, el hijo mayor luterano del duque Enrique V, Magnus von Mecklenburg, fue elegido administrador de la diócesis. El 16 de septiembre de 1532 introdujo de la Reforma protestante en Mecklemburgo. Esto significó que también se abolió el culto católico en la diócesis.
Con la Paz de Westfalia de 1648 el principado eclesiástico también fue abolido, secularizado y anexado al Ducado de Mecklemburgo.
En 1667 la jurisdicción sobre los católicos en esta parte de Alemania pasó al vicariato apostólico de las Misiones del Norte, que luego fue abolido en 1930.
En 1972 se erigió la administración apostólica de Schwerin y en 1994 su territorio fue anexado a la restablecida arquidiócesis de Hamburgo, a la que pertenece desde entonces.

## Episcopologio
- Johann Scotus † (1052-13 de noviembre de 1066 falleció)
  - Sede vacante (1066-1158)
- Berno † (1158-14 de enero de 1191 falleció)
- Brunward † (1192-14 de enero de 1238 falleció)
- Friedrich von Hagen † (26 de mayo de 1238-después del 21 de mayo de 1239 falleció)
- Dietrich † (3 de noviembre de 1239-después del 28 de enero de 1247 falleció)
- Wilhelm † (1247-después del 21 de agosto de 1249 falleció)
- Rudolf † (5 de noviembre de 1249-18 de noviembre de 1262 falleció)
- Hermann von Schladen † (3 de enero de 1263-1291 falleció)
- Gottfried von Bülow † (19 de marzo de 1292-1 de noviembre de 1314 falleció)
- Hermann von Maltzan † (1315-7 de julio de 1322 falleció)
- Johann Gans zu Putlitz † (1322-1331 falleció)
- Ludolf von Bülow † (1331-23 de abril de 1339 falleció)
- Heinrich von Bülow † (1339-28 de noviembre de 1347 falleció)
- Andreas von Wislica † (17 de marzo de 1348-septiembre de 1356 falleció)
- Albrecht von Sternberg † (19 de octubre de 1356-23 de agosto de 1364 nombrado obispo de Litomyšl)
- Rudolf von Anhalt † (9 de junio de 1365-3 de septiembre de 1365 falleció)
- Friedrich von Bülow † (14 de enero de 1366-11 de septiembre de 1375 falleció)
- Melchior von Braunschweig-Grubenhagen † (17 de octubre de 1375-6 de junio de 1381 falleció)
- Johann Potho von Pothenstein † (después del 6 de junio de 1381-circa 1390 falleció)
- Rudolf von Mecklenburg-Stargard † (11 de enero de 1391-1415 falleció)
- Heinrich von Nauen † (20 de diciembre de 1417-8 de septiembre de 1418 falleció)
- Heinrich von Wangelin † (30 de enero de 1419-29 de junio de 1429 falleció)
- Hermann Köppen † (14 de octubre de 1429-2 de enero de 1444 falleció)
- Nikolaus Bödeker † (1444-1457 renunció)
- Gottfried Lange † (6 de abril de 1457-8 de julio de 1458 falleció)
- Werner Wolmers † (22 de diciembre de 1458-después del 25 de agosto de 1473 falleció)
  - Balthasar von Mecklenburg † (18 de abril de 1474-1479 renunció) (administrador apostólico)
- Nikolaus von Pentz † (4 de junio de 1479-mayo de 1482 falleció)
- Konrad Loste † (23 de septiembre de 1482-24 de diciembre de 1503 falleció)
- Johann Thun † (24 de mayo de 1504-1506 renunció o falleció)
- Petrus Wolkow † (20 de febrero de 1508-27 de mayo de 1516 falleció)
  - Magnus von Mecklenburg † (5 de noviembre de 1516-16 de septiembre de 1532 pasó al luteranismo) (administrador)